# 東方之星 (重慶)
東方之星，是一艘中國載客輪船，由國營企業重庆东方轮船公司所有，1994年後投入重庆至南京間航線的載客運輸。2015年6月1日，這艘船在湖北省荊州市監利縣長江水域發生事故而倾覆。

## 船只
东方之星于1994年建造，属于长江普通旅游客船，“东方之星”轮为尖艏双艉双底钢质船舶。经核查，船舶总长76.50米，两柱间长66.00米，型宽11.00米，最大船宽12.40米，型深3.10米，最大船高18.60米，满载排水量890.602吨，满载吃水2.16米，总吨位2200，主机额定功率441.00千瓦×2，乘客定额534人，船员定额50人。。轮船共有534个舱位，其中一等舱44个、二等舱184个、三等舱306个。此船配有GPS导航系统、卫星电视、电话、卡拉OK厅等设备设施。该船為重庆市“市级文明船”，还曾被中國交通部评为“部级文明船”。“东方之星”轮法定证书齐全有效。
该轮具有《船舶国籍证书》《船舶最低安全配员证书》《内河船舶适航证书》《川江及三峡库区船舶航行证书》《内河船舶防止生活污水污染证书》《内河船舶防止油污证书》《内河船舶吨位证书》《内河船舶载重线证书》《内河船舶乘客定额证书》《符合证明（副本）》《安全管理证书》。重庆市船舶检验局万州船检局为“东方之星”轮核发的《内河船舶适航证书》核定航区为B级航区（自涪陵李渡长江大桥至江阴长江大桥）、J2航段（急流航段）。“东方之星”轮《船舶最低安全配员证书》要求，该轮应配备：船长1人，大副2人，二副1人，水手6人，轮机长1人，大管輪1人，机工1人，客运部最低配员11人。合计24人。该轮本航次实际配备船员46人，其中：船长1人，大副3人，水手7人，轮机长1人，大管轮1人，二管轮1人，三管轮1人，机工3人，电工1人，客运部27人。

## 调查
经国务院批准，成立了国务院“东方之星”号客轮翻沉事件调查组，由安全监管总局牵头，工业和信息化部、公安部、监察部、交通运输部、中国气象局、全国总工会、湖北省和重庆市等有关方面组成，并聘请国内气象、航运安全、船舶设计、水上交通管理和信息化、法律等方面院士、专家参加。调查期间，先后调阅了船舶、企业和有关单位的大量原始资料，收集汇总各类证据资料1607份、711万字；对生还旅客、船长、船员及同水域相邻船舶有关人员和目击者进行逐一调查取证，形成50余万字的询问笔录；组织专家对船舶进行了细致全面勘查，并委托专门机构对物证进行解读鉴定；调取船舶自动识别系统（AIS）、全球定位系统（GPS）数据制作船舶轨迹图，先后多次进行了风洞风载模型试验、水池倒航操纵模型试验、航海模拟器仿真模拟试验，还原了事发时气象、船舶行驶和船员操作过程；委托第三方机构对船舶建造和历次改建以及事发前实载状态的稳性进行了认真复校核算；对事发风灾区附近360平方千米范围内的14个重点区域进行了多轮实地勘查和空中航拍，调取气象卫星、天气雷达、地面气象站等观测资料进行综合分析，先后7次组织北京大学、南京大学、灾害天气国家重点实验室、中国科学院大气物理研究所和中国气象局等上百名国内外专家一起进行专题研究，在综合分析气象卫星、新一代多普勒雷达和地面气象自动站分钟级观测数据，以及现场调查情况、目击者笔录等多种资料的基础上，科学判定了事发时的天气状况。事件调查组先后召开各类会议200余次。2015年12月30日发布了《“东方之星”号客轮翻沉事件调查报告》。
物证及相关分析认为：约21:31，为船舶向右横倾时间；约21:32，为船舶翻沉时间。
经调查认定，“东方之星”轮翻沉事件是一起由突发罕见的强对流天气（飑线伴有下击暴流）带来的强风暴雨袭击导致的特别重大灾难性事件。在强风暴雨作用下，船舶持续后退，船舶处于失控状态，船艏向右下风偏转，风舷角和风压倾侧力矩逐步增大（船舶最大风压倾侧力矩达到船舶极限抗风能力的2倍以上），船舶倾斜进水并在一分多钟内倾覆。

## 参見
- 东方之星号客轮翻沉事件